# 長生き競争!
『長生き競争!』（ながいききょうそう）は、2007年に小学館から出版された黒野伸一による小説、およびそれを原作にしたテレビドラマ。
小学生時代からの幼馴染みである76歳の男女6人が“人生最後の酔狂”として長生きすることに命を賭けた闘いを始める。

## テレビドラマ
東海テレビの企画・制作により、フジテレビ系列(FNS)で2008年12月26日の21:30 - 23:22（JST）に東海テレビ開局50周年記念スペシャルドラマとして放送された。ドラマのロケーション撮影は千葉県浦安市で行われた。視聴率10.1%。平成21年度（第64回）文化庁芸術祭優秀賞（テレビ部門・ドラマの部）、2009年度日本民間放送連盟賞番組部門テレビドラマ番組優秀賞、第26回ATP賞テレビグランプリ2009ドラマ部門優秀賞を受賞。
宇津井健と津川雅彦が、ドラマ『野々村病院物語』（TBS系）以来25年ぶりに共演を果たした。なお、過去に東海テレビが制作しゴールデンタイム枠で全国ネットで放送された特別番組は、フジテレビも制作に参加していた関係で、提供クレジットの送出はフジテレビが行っていた。本作はその点において、初めて東海テレビ自身が提供クレジットの送出を行っている。

### キャスト
- 白石聡：宇津井健
- 山田エリ：石原さとみ
- 下田毅：城田優
- 白石智子：羽田美智子
- 及川明男：北村総一朗
- 渡辺正博：小松政夫
- 大谷博夫：勝部演之
- 綿谷義夫：山崎満
- 綿谷規子：草笛光子
- 吉沢弘：津川雅彦
- 笠井信輔（フジテレビアナウンサー）、春馬ゆかり、杉田ひより ほか

### スタッフ
- 原作：黒野伸一「長生き競争!」（小学館）
- 企画：鶴啓二郎（東海テレビ）
- 脚本：佐伯俊道
- 広報：庄野俊哉（東海テレビ）、山本章子（東海テレビ）
- 演出：福本義人
- 主題歌：さだまさし『一期一会』
- 音楽：野澤孝智
- ロケ協力：千葉県フィルムコミッション、浦安市　ほか
- プロデュース：服部宣之（東海テレビ）、小椋久雄（共同テレビ）
- 制作：東海テレビ・共同テレビ